# Monografia pedagogiczna
Monografia pedagogiczna to metoda badań polegająca na badaniu terenowym i analizie wzajemnych powiązań elementów rzeczywistości w kontekście wychowania. Rezultatem jest autorski i syntetyczny opis złożoności, który może być użyteczny dla dalszych badań lub działań naprawczych.

## Charakterystyka
Metoda monografii pedagogicznej uwzględnia zmienność zjawisk w czasie (podejście diachroniczne) i ich rolę dla całości systemu społecznego. Tym różni się od studium przypadku, gdzie dominuje podejście synchroniczne, czyli stan zjawiska w badanym momencie. W porównaniu z badaniami etnograficznymi monografia pedagogiczna stwarza możliwość selektywnego doboru historycznych wydarzeń, dzięki którym można rozpoznać korzenie ładu i ustalić, dlaczego dane reguły społeczne przyjęły się na danym terytorium, podczas gdy inne rozwiązania zostały odrzucone. 

## Ograniczenia
Badania metodą monograficzną cechuje niekumulatywny charakter i trudności w łączeniu badań monograficznych w większe badanie. Trudno też zagwarantować ich rzetelność rozumianą jako możliwość powtórzenia uzyskanych wyników. Tradycyjne, XIX wieczne badania monograficzne, których prekursorem był Pierre Guillaume Frédéric le Play, zostały porzucone w socjologii i określa się je dziś mianem socjografii. 
W polskiej pedagogice w XX wieku zawężono przedmiot badań metody monograficznej. Ograniczano się „tylko do badań instytucji społecznych rozumianych jako organizacje społeczne”, a podstawą tych badań były wizytacje placówek. To ograniczenie opierało się na  przekonaniu, że wyjaśnić zachowania ludzi jesteśmy w stanie przez analizę posiadających osobowość prawną instytucji, które składają się na społeczeństwo. W rezultacie przyjęto, że „przedmiotem (badania metodą monograficzną) są instytucje wychowawcze w rozumieniu placówki lub instytucjonalne formy działalności wychowawczej, lub jednorodne  zjawiska  społeczne,  prowadząca  do  gruntownego  rozpoznania  struktury instytucji, zasad i efektywności działań wychowawczych oraz opracowania koncepcji ulepszeń prognoz rozwojowych".

## Krytyka
W artykule „Uwolnienie monografii pedagogicznej” Piotr Kowzan zaproponował rozszerzenie przedmiotu badań monografii pedagogicznej z instytucji na urządzenia (ang. dispositif).  
Konieczność poszerzenia zastosowania metody badań monograficznych wynika z faktu, że ulepszanie pojedynczych instytucji wychowawczych nie przynosi już takich samych rezultatów dla wychowanków jak dawniej. „Z pedagogicznego punktu widzenia to, czy badane działania zbiorowe zostaną rozpoznane i uznane przez państwo oraz otrzymają pozwolenia na działania typowe dla zespołów (ludzi i narzędzi), w postaci nadania osobowości prawnej (np. szkoły), jest nieistotne”. Skupienie się na kontekście działania instytucji, a nie na ich formalnej konstrukcji, pozwala lepiej zrozumieć ich znaczenie dla społeczeństwa i zasięg oddziaływania na populację.